# Clifton Williams (Komponist)
James Clifton Williams (* 26. März 1923 in Traskwood, Arkansas; † 12. Februar 1976 in Miami) war ein US-amerikanischer Hornist, Komponist und Musikpädagoge. Er zählte zu den führenden Komponisten für Blasorchester seiner Zeit.

## Leben
Clifton Williams wuchs in Little Rock auf und beschäftigte sich schon als Teenager mit Komposition; unter anderem schrieb er eine Symphonie für großes Orchester und ein Blasorchesterwerk, das bei seiner eigenen High-School-Abschlussfeier gespielt wurde. Anschließend studierte er ein Jahr an der Louisiana Tech University, bevor er der United States Air Force als Musiker beitrat. Auch dort komponierte er einige Originalwerke für Blasorchester. Danach studierte er Komposition an der Louisiana State University bei Helen M. Gunderson und an der Eastman School of Music bei Bernard Rogers und Howard Hanson. Clifton unterrichtete 17 Jahre lang an der University of Texas, bevor er als Leiter der Abteilung für Musiktheorie und Komposition an die University of Miami wechselte, wo er bis zu seinem Tod tätig war. Zu seinen Schülern zählten John Barnes Chance und W. Francis McBeth.
Williams wurde als einer der kreativsten einflussreichsten modernen Blasmusik-Komponisten angesehen; seine Werke zählen heute zum Standardrepertoire vor allem amerikanischer Blasorchester. Daneben war er ein gefragter Gastdirigent und gab Meisterkurse mit verschiedenen Blasorchestern.
Neben seiner kompositorischen Tätigkeit war Williams Hornist beim San Antonio Symphony Orchestra, wo er auch als Gastdirigent in Erscheinung trat, und beim New Orleans Symphony Orchestra.
Williams starb 1976 an Blasenkrebs. Er war verheiratet.

## Werke für Blasorchester
- 1956 Fanfare and Allegro
- 1957 Pastorale
- 1957 Regal Procession
- 1957 Symphonische Suite
- 1957 Touchdown March
- 1958 Arioso
- 1958 Solemn Fugue
- 1958 Dramatic Essay für Trompete und Blasorchester
- 1960 Concertino für Schlagzeug und Blasorchester
- 1960 The Symphonians, symphonischer Marsch
- 1961 Academic Processional, Konzertmarsch
- 1962 Festival
- 1962 Variation Overture
- 1964 Castle Gap, Marsch
- 1964 Dedicatory Overture
- 1964 Laredo, Paso Doble
- 1964 The Strategic Air Command, Konzertmarsch
- 1964 Trilogy
- 1966 March Lamar
- 1967 Border Festival, Konzertmarsch
- 1967 Symphonischer Tanz Nr. 2 The Maskers
- 1967 Symphonischer Tanz Nr. 3 Fiesta
- 1967 The Ramparts
- 1969 Trail Scenes
- 1970 Henderson Festival March
- 1970 The Patriots, Konzertmarsch
- 1976 Caccia and Chorale
- 1976 The Hermitage
- 1979 Celestium (posthum veröffentlicht)
- Songs of Heritage
- Pandéan Fable

## Auszeichnungen
Williams gewann zweimal den Sousa/ABA/Ostwald Award der American Bandmasters Association: 1956 (dem ersten Jahr der Vergabe) für Fanfare and Allegro, 1957 für die Symphonische Suite. 1964 wurde Williams die Ehrendoktorwürde des Conservatorio Nacional de Música in Lima verliehen. 1968 wurde er zum Mitglied der American Bandmasters Association ernannt.

## Aufnahmen (Auswahl)
- Gould, Persichetti, Williams, Khatchaturian (Mercury, SRI 75094), Eastman Wind Ensemble, Frederick Fennell (Dirigent) – Fanfare and Allegro.
- The Music and Art of J. Clifton Williams (2012, Mark Records, 8514-MCD), Roundtree Wind Symphony, Barry Ellis (Dirigent)
- Curtain Call (2013, Walking Frog Records, WFR 378a), Washington Winds, Edward Peterson (Dirigent) – The Hermitage.